# Deinbollia grandifolia
Deinbollia grandifolia är en kinesträdsväxtart som beskrevs av Joseph Dalton Hooker. Deinbollia grandifolia ingår i släktet Deinbollia och familjen kinesträdsväxter. Inga underarter finns listade i Catalogue of Life.